# Le Fils favori
Le Fils favori (The Favorite Son) est un film muet américain réalisé par Francis Ford et sorti en 1913.

## Synopsis
Deux frères sont amoureux de la même femme. Leur rivalité va s'exacerber lorsque la guerre de Sécession éclate...

## Fiche technique
- Réalisation : Francis Ford
- Scénario : Grace Cunard, d'après son histoire
- Production : Thomas H. Ince
- Durée : 20 minutes
- Date de sortie :  États-Unis : 7 février 1913

## Distribution
- Francis Ford
- Joe King : Billy King
- Charles Ray : Jim King
- Grace Cunard : Molly